# 日本財団
公益財団法人日本財団（にっぽんざいだん、英: The Nippon Foundation）は、公営競技の1つである競艇（ボートレース）の収益金をもとに、海洋船舶関連事業の支援や公益・福祉事業、国際協力事業を主に行っている公益財団法人。1962年（昭和37年）、笹川良一によって創立された。現会長は尾形武寿。
2011年（平成23年）3月31日までの名称は、財団法人日本船舶振興会（にっぽんせんぱくしんこうかい、英: SASAKAWA Foundation）。
総資産額は3000億円近くにのぼり、日本最大規模の財団であるが、系列である笹川平和財団の方が日本最大の公益財団法人を標榜している。

## 概要
旧称日本船舶振興会時代の2010年（平成22年）決算時点で、資産総額2661億円。年間助成額226億円であり、当時日本全体の助成金およそ600億の内、3分の1以上を占めている日本最大の財団とされる。ただし、2010年（平成22年）時点で、特殊法人の側面が強かったために、助成財団センターが作成した「日本の上位20財団資産総額ランキング」からは掲載を除外されている。
海事科学の普及を目的として、日本海事科学振興財団（船の科学館）、青少年の健全育成のためにブルーシー・アンド・グリーンランド財団（B&G財団）、海洋分野におけるシンクタンクである海洋政策研究財団など、多くの公益法人を設立してきた。日本のハンセン病問題の解決など、ハンセン病の世界的な差別撲滅活動に長年取り組んでいる。
財団法人ではあるが、モーターボート競走法（昭和26年法律第242号）第22条の2の規定によって設置された関係上、特殊法人の性格をも併せ持っていたが、2007年（平成19年）の競走法の改正により、完全な民間の財団法人になる。
モーターボート競走法は「国土交通大臣は、モーターボートその他の船舶、船舶用機関及び船舶用品の製造に関する事業並びに海難防止に関する事業その他の海事に関する事業の振興に寄与することにより海に囲まれた我が国の発展に資し、あわせて観光に関する事業及び体育事業その他の公益の増進を目的とする事業の振興に資することを目的とする一般財団法人であつて」「船舶等振興業務」に関し「基準に適合すると認められるものを、その申請により、全国に一を限つて、船舶等振興機関として指定することができる」（第44条）としており、当財団は、国土交通大臣より「船舶等振興機関」として指定を受ける唯一の団体である。同法の規定により、船舶等振興業務規程、役員、事業計画、収支予算等について、国土交通省の認可を受けなければならない。財源には、競走法の規定によって、競艇の売上金の約2.6%（2007年（平成19年）3月、モーターボート競走法の改正がされる前は約3.3%）が充当されており、競艇と密接に結びついている。
1962年（昭和37年）に創立以来長らく、設立者の良一の指導力により、特殊法人の枠を超えた独自性のある活動を行ってきた。日本国政府全額出資の特殊法人である競馬（日本中央競馬会 = JRA）や、かつては社団法人が担当した競輪・オートレース（特殊法人日本自転車振興会・日本小型自動車振興会を経て現在は公益財団法人JKA）などの他の公営競技とは違って、民間の運営する財団法人であることから、所管官庁（当時は運輸省、現国土交通省）の干渉や天下りを受けない、独立的な傾向が強かった。
振興会が事業を実施するには所管の官庁である国土交通大臣（省庁再編前は運輸大臣）の許認可を得る必要があり、その意味では金銭の使途は制限されていた。また規則や規定により財団では支援することができない活動に対して、財団の事業とは別に、良一や陽平が自らの財産を寄付することもある。
1995年（平成7年）の良一死去後は、笹川色を薄める意見が出たため、財団の非常勤理事であった曽野綾子を2代目会長として迎え入れた。1996年（平成8年）から現在の正式名である「日本財団」を愛称として用いるようになった。2005年（平成17年）、第三代会長に良一の三男・陽平が就任。陽平の意向もあり、ハンセン病の世界制圧と彼らに対する差別撤廃と人権回復、ミャンマー政府と少数民族武装勢力との和解の実現にも注力している。
2003年（平成15年）には、日本財団、海上保安庁の支援の下、海事、漁業関係者が一同に参加した民間沿岸監視団体「海守」が創設された。海守は主に密漁、密航対策を目的としている。なお、海守の事務局業務は海上保安庁の外郭団体である海上保安協会が行っている。
2011年（平成23年）4月1日に、公益財団法人になると共に、正式名も「日本財団」になった。これにより、国土交通省は所管官庁ではなくなった（ただし、モーターボート競走法上の監督は引き続き受けている）。
2016年（平成28年）4月16日に発生した平成28年熊本地震の影響を受け、同年4月19日に都内で緊急支援策第1弾発表会見を開き、日本三大名城「熊本城」再建支援金30億円など、計93億円の支援金を用意したことを発表した。 
2020年（令和2年）には、新型コロナウイルス感染症拡大に伴う支援を発表したほか、「災害危機サポートセンターの設置」、「救急医療施設・医療従事者への総額50億円規模の緊急支援の実施」、「タクシーを利用した医療従事者等の移動支援」を表明した。
2025年（令和7年）6月20日、同日付で笹川陽平会長が退任し、後任に理事長の尾形武寿が就任したと発表した。笹川は名誉会長に就任した。
尾形は1944年11月生まれ。東京農業大学農学部を卒業し、1980年に日本財団（旧日本船舶振興会）に入会。2005年7月から理事長を務めていた。

### 事業概要
- 海洋・船舶支援事業、造船関係資金貸付（1号交付金）
- 公益・福祉・ボランティア支援関係（2号交付金）

- 海外協力援助事業
- ビル管理事業
- 寄付文化醸成事業

## 沿革
- 1949年（昭和24年）- 笹川良一がモーターボート競走法制定について働きかけを開始。
- 1951年（昭和26年）- モーターボート競走法が成立。
- 1953年（昭和28年）- 社団法人全国モーターボート競走会連合会（全モ連）を設立。
- 1962年（昭和37年）- 財団法人日本船舶振興会を設立。初代会長は良一。
- 1967年（昭和42年）- 財団法人日本海事科学振興財団及び財団法人航空振興財団を設立。
- 1972年（昭和47年）- 財団法人ブルーシー・アンド・グリーンランド財団設立。
- 1974年（昭和49年）- 財団法人笹川記念保健協力財団設立。
- 1975年（昭和50年）- 財団法人日本造船振興財団（のちの海洋政策研究財団、現在は笹川平和財団に統合）設立。
- 1980年（昭和55年）- 米日財団設立。
- 1986年（昭和61年）- 財団法人笹川平和財団設立。
- 1990年（平成2年）- 財団法人笹川スポーツ財団設立。
- 1996年（平成8年）1月1日 - 一般呼称を日本財団に改称。
- 1997年（平成9年） - 財団法人東京財団を設立。
- 2007年（平成19年） - （特非）CANPANセンター設立
- 2011年（平成23年）4月1日 - 公益法人認定により、正式名称を「公益財団法人日本財団」に改称。[11]
- 2012年（平成24年）10月1日 - 設立50周年を機に、本財団設立以来親しまれたシェアマークを生かした新ロゴマークに変更。クリエイティブディレクターは佐藤可士和[12]。
- 2015年（平成27年） - 日本財団パラリンピックサポートセンター設立を支援。（一財）日本財団学生ボランティアセンター（Gakuvo）設立。
- 2017年（平成29年） - （一財）日本財団ボランティアサポートセンター設立を支援。

## 歴代会長
財団法人日本船舶振興会
- 初代：笹川良一（1962年10月1日 - 1995年7月18日）
- 2代目：曽野綾子（1995年12月11日 - 2005年7月）
- 3代目：笹川陽平（2005年7月 - 2011年3月31日）

公益財団法人日本財団
- 初代：笹川陽平（2011年4月1日 - 2025年6月20日）
- 2代目：尾形武寿（2025年6月20日 - 現在）

## テレビCM
日本船舶振興会時代は、当財団の広報活動として、良一会長自らが出演したテレビCMが盛んに放映された。笹川が子供たちとともに「一日一善」と喚呼するものや、笹川が慈善活動で海外訪問する様子を撮影したものが有名だった。各民放テレビ系列キー局の番組スポンサー（スポンサー自粛のものも含む）としてCMが流れることもあったが、主に各民放テレビ系列キー局の番組終了直後にヒッチハイクCMとして流れることが多かった。特に全国ネットのテレビ番組ではパーティシペーション扱いでスポンサーに付く番組も多数あった（特にテレビ朝日系が一番多かった）。またラジオCMでは、当財団の取り組んでいる活動内容について、笹川に直接話を聞く内容だった。
CMの最後には、「日本船舶振興会は、モーターボート競走の収益金を○○のために役立てています」（モーターボート競走の収益金は、○○のために役立てられています）というセリフで締めくくる。テレビCMの最後でこのセリフが出る時には、競艇シーンの映像が流れ、「ファンのみなさま ありがとうございます 日本船舶振興会」というテロップを出していた（CMによっては、「（財）日本船舶振興会」と表記されることもあった）。90年代になると、CMの最後に流れていた前述のセリフや競艇シーンの映像、テロップがなくなり、後述のイメージソングがBGMで流れるようになったほか、高齢者福祉を取り上げたCMが流れるようになった。
笹川死去後、近年は、財団が取り組んでいる身体障害者・高齢者福祉、聴覚障害者のための大学「ギャローデット大学」の支援、アフリカの飢餓救済、船舶航行の安全確保関連などの国内・国際援助活動事業など援助事業の風景を取り上げている。

### 1970年代後半〜1980年代
火の用心編
火の用心を呼びかけるCMでは、子供たちや、太鼓を叩く高見山、CMソング「火の用心のうた」の作曲も担当して、威勢良く纏（まとい）を振り上げる山本直純、チンパンジーたちとともに、良一が出演した。曜日別のバージョンが制作され、放送された。例えば月曜日なら「街をきれいにしよう!一日一善!」と言い、日章旗掲揚や競艇のレース映像（これは後述の作品の末尾の映像も同じ）を交えつつ、「モーターボート競走の収益金は、防犯・防火のために役立っています。」という中村正のナレーションと拍子木の音で締めくくられる。
このCMは多くのテレビ局がスポットCMでも頻繁に放送していた。
日本防火協会（現・日本防火・防災協会）の名義、或いは日本船舶振興会との連名で制作・放映されているものもある。大半はこの名義だった。良一が1975年に当協会の会長に就任後、在任期間とほぼ同じ翌1976年から1994年まで放映されていた。
マラソン編
まずは木漏れ日が映る。そして「わっしょい!わっしょい!」と言いながら、柔道着姿の良一と子供達が走る。そして「お年寄りや体の不自由な人をいたわりましょう。お父さん・お母さんを大切にしましょう。」と良一のナレーションが流れる。その後子供達（胴着姿のグループ・海洋少年団の制服姿のグループなど個別に）が大声で「礼儀正しくしよう」、「お父さん・お母さんを大切にしよう」、「交通ルールを守ろう」と唱和する。最後に「正しい心と強い体を育てるために、モーターボート競走の収益金は大きく役立っています。」という広川太一郎のナレーションが流れて締めくくられる。このCMは大半が全国モーターボート競走会連合会の名義で制作・放映されていた。
また、柔道・剣道・空手と3つの別バージョンもある。内容構成は「マラソン編」と同じ。
怪獣ヒデゴンス編
幼稚園のセットでの撮影。まずは怪獣ヒデゴンス（手袋人形）が「おれは怪獣ヒデゴンス。火事が大好き、何でも食べちゃうぞ。」と言う。これに対して火消しのヒケシマンが「そうはさせないぞ!!寝たばこ、やーめよう!!」、「くわえたばこ、やーめよう!!」、「火遊び、やーめよう!!」と言い、良一と子供達がこれに続いて唱和する。すると怪獣ヒデゴンスが、「ペコ、まいった!」と降参して、良一と子供達が「戸締り用心、火の用心!」と歌い、毎度の文句が流れて終わる。これは日本船舶振興会名義で制作・放映されている。
その他
他にも、エドワード・ジェンナーの種痘の逸話などを取り扱ったCMもあった。この場合は最後に「ファンのみなさま ありがとうございます 日本船舶振興会」（この場合は日章旗はなく、モーターボートの映像をバックにしたもの）というスーパーが出ている。

### 1990年代
子守唄編（1990年4月2日〜1994年9月30日）
「♪おやすみママ おやすみパパ もう眠たくて お休みのキッスもできないよ」という歌いだしで、子供の子守唄が流れる。そして「でも、待てよ。そうだ!戸締りと火の始末、確かめてなかった!」「戸締り用心・火の用心!」のセリフで締めくくられる。これは日本防火協会（現・日本防火・防災協会）の名義で制作・放映されていた。また競艇シーンが一切出されていない。最後の方に良一が、子供と絵本を読んでいるシーンのみ出演している。
TOGETHER TO TOMORROW（トゥギャザー・トゥー・トゥモロー）編
日本財団に一般呼称が変わる前後（1995年前期頃）まで放送されていたもので、高齢者福祉活動やオーバーブルック盲学校などを紹介。高齢者福祉活動編では老人ホームでの福祉活動の映像を映し、「私達は、高齢者時代を考え、老人福祉活動を支援します。」とPR（ナレーター・窪田等）し、最後に良一を中心に老人達の笑顔を映したというものであった。
その他
その他にも薬物乱用防止キャンペーン「ダメ。ゼッタイ。」に協賛したCMがオンエアされている。この時は笹川色はなく、最後のところで「協力:日本船舶振興会」と小さく出ていただけである。
日本財団改名以後
呼称が日本財団になってからは、前述の通りギャローデット大学（「世界一うるさい大学かもしれない」というPR）、車椅子で生活する若者などのショートドキュメント映像、篠原涼子の手紙の朗読などが放送されているほか、本財団主催で、全国主要民放の後援を受けている「海と日本プロジェクト」のスポットも放送されている。

### CMソング
- 『火の用心のうた』（1970年代後半-80年代に放映） 作詞・武本宏一 作曲・編曲・山本直純 演奏・新室内楽協会 歌唱・荒川少年少女合唱隊
  - 日本財団図書館（電子図書館）にて楽譜と歌詞が公開されている[13][14][15]。
  - 1975年、RCAビクターからシングルレコードが発売された（規格品番：JRT-1452）。B面は「ファイアーマン・マーチ」（インストゥルメンタル）。
  - 歌詞は曜日別に7番まであるが、CMではその中から特定の曜日の歌詞のみが流れた。
- 日本船舶振興会'90キャンペーンソング『TOGETHER TO TOMORROW（トゥギャザー・トゥー・トゥモロー）』 作詞・スージー・K・キム 作曲・三井誠 歌唱・MFQ
  - 1990年3月21日、ポニーキャニオンからシングルCDが発売（規格品番：PCDY-33）。

### 提供番組
- 10億円会議 supported by 日本財団（AbemaTV、2019年1月 - ）
- 荻上チキ・Session（TBSラジオ、2020年9月- ） -  Daily News Session（15時台、2023年10月改編後は18時台）のコーナー提供

#### 過去の提供番組
- 世界一受けたい授業（日本テレビ系列、2017年10月 - ） 60秒
- にじいろジーン（関西テレビ制作、フジテレビ系列）複数者提供
- 少年徳川家康（NETテレビ(現・テレビ朝日)系列）…一社提供
- 一休さん（テレビ朝日(旧・NETテレビ)系列）…一社提供・末期はハウス食品が提供
- The・かぼちゃワイン（テレビ朝日系列）…『一休さん』の次番組。ヒッチハイクを担当
- おはようスタジオ（テレビ東京系列）
- 宗谷物語（テレビ東京系列）[16][注釈 2]
- ドキュメンタリー人間劇場（テレビ東京系列）…一社提供
- 剣勇伝説YAIBA（テレビ東京系列）…メイン提供
- まんが 水戸黄門（テレビ東京(旧・東京12チャンネル)）…メイン提供
- ドラえもん（テレビ朝日系列）…提供番組（過去）・クレジット無し
- 藤子不二雄ワイド（テレビ朝日系列）…提供番組・クレジット無し
- ハイスクール!奇面組（フジテレビ系列）…提供番組・クレジット無し
- メタルヒーローシリーズ『宇宙刑事シャイダー』〜『特救指令ソルブレイン』（テレビ朝日系列）…クレジット無し
- 水曜洋画劇場（サンテレビ）
- 月曜ドラマ・イン（テレビ朝日系列）
- ステーションEYE（テレビ朝日系列）…隔日提供
- NNN JUST NEWS→NNN6:30きょうのニュース→NNNライブオンネットワーク（日本テレビ系列）…ヒッチハイク
- ジパングあさ6（NNNニュースジパングのコーナーのみ、日本テレビ系列）…提供番組・クレジット無し
- ザ・サンデー（日本テレビ系列）…提供番組（過去）
- JNNニュースコープ（TBS系列）…スポット提供（一時的）・クレジット無し
- おはようクジラ（TBS系列）…隔日提供
- クレヨンしんちゃん（テレビ朝日系列）…提供番組（過去）・クレジット無し
- もうひとつの地球物語（フジテレビ）…一社提供
- MAKOTOの夜はイタダキ（MBSラジオ、HBCラジオ他）…アナウンス無し
- 競艇SG中継
- 平日12時台の番組（テレビ朝日系列）…ヒッチハイク（時差ネットの局も必ず流れていた、過去）

ヒッチハイクCM（主に戸締り用心・火の用心シリーズ、海外の慈善活動報告シリーズ）に関して、民放キー局では特に、テレビ朝日（NET時代も含む）と日本テレビが比較的多く、逆にTBSとフジテレビは少なかった。多かった放映時間帯はいずれかの曜日の19時台～21時台の番組終了直後。

## 船舶等振興事業
関連団体である日本海事科学振興財団が運営する船の科学館のほか、日本船舶振興会時代から多くの船舶・海洋系博物館や事業に対しての助成を行ってきた。また船舶開発・海洋開発分野の研究など各種事業を支援した(新愛徳丸及びヤマト-１については計画を主導)が、水中作業挺・深海調査船の開発など一定の成果をあげたものがある一方で、技術研究段階で終了、または事業として失敗したものも少なくない。

### 関わりのある船舶等
- 原子力船「むつ」[17]
- 帆走商船「新愛徳丸」[18]
- テクノスーパーライナー[19]
- メガフロート[20]
- 超電導電磁推進船「ヤマト-１」[21]
- 海中居住施設「海底ハウス」[22][23][注釈 3]
- 半没水双胴形船「マリンエース」[24]
- 潜水調査船「たんかい」[25]
- 有人潜水調査船「しんかい2000」「しんかい6500」[26]
- 帆船「海星 (船)（英語版）」[27]
- 帆船「あこがれ」[28]
- 地面効果翼船水上タクシー「あかとんぼ」[29]
- 無人運航船プロジェクト「MEGURI2040」[30]　など

2024年現在も船舶・海洋系博物館や資料保存等の事業に対しての助成は行っているが、日本財団や関連団体における船舶・造船振興の取り組みは相対的に比重が少なくなっている。また船の科学館の本館については、建物の老朽化により2011年10月に休館し、その後2023年12月26日に、翌年2月より解体工事を開始することが発表された。今後移転候補地の検討およびリニューアル計画を進めるとしている。

## 関連団体
- 笹川記念保健協力財団
- 笹川スポーツ財団
- 笹川平和財団
  - 米国笹川平和財団
- 東京財団
- 日中医学協会
- 日本音楽財団
- 日本太鼓財団
- 日本海事科学振興財団
  - 船の科学館
- 日本科学協会
- 日本吟剣詩舞振興会
- 日本ゲートボール連合
- 日本財団電話リレーサービス
- ブルーシー・アンド・グリーンランド財団
- 米日財団
- 東京ビー・エム・シー
- 社会貢献支援財団
- 社会変革推進財団
- 日本財団母乳バンク
- 日本財団ドワンゴ学園

## 話題となった問題
2005年4月に、中華人民共和国の甘粛省にある国立蘭州大学に1992年に設立した奨学基金の原資100万ドルについて、大学側が勝手に現地の投資信託会社で運用して失敗し回収不能に陥っている、と発表した。大学側は「高利の投資信託に移し奨学金を充実させたかった」と謝罪しているが、財団は大学に対し、投資信託会社から資金を取り戻して奨学制度を正常に復帰させるように求めている。
財団側の説明によると、1992年3月に大学が持つ中国銀行の口座に100万ドルを振り込み、その利息で大学院生向けに奨学金を支給することを規定。しかし大学側は、財団に基金の運用機関を変更する届け出をしないまま1993年10月、当時高利息だった甘粛省投資信託公司へ移し替えた。事態を重くみた財団は2004年12月、中華人民共和国政府に対し原状回復への協力を要請し、2006年11月に中華人民共和国の王毅駐日大使から「全額、元に戻すことが確認された」との連絡があり、本問題は解決をみた。

## 参考図書
- 佐藤誠三郎『笹川良一研究 異次元からの使者』 中央公論社 1998年 ISBN 4120028178
- 曽野綾子『日本財団9年半の日々』 徳間書店 2005年 ISBN 4198620326